# Мирко Дурутовић
Мирко Дурутовић (Никшић, СРЈ, 13. март 1989) је бивши црногорски омладински фудбалски репрезентативац. У досадашњој каријери наступао је за ОСК Игало и подмладак Сутјеске. У сезони 2006/2007. дебитовао је за први тим Сутјеске.